# Huy hiệu Đảng
Huy hiệu Đảng là một phần thưởng dành cho các Đảng viên hoạt động lâu năm trong Đảng Cộng sản Việt Nam, đây là hình thức khen thưởng cao quý ghi nhận và trân trọng, tôn vinh quá trình phấn đấu, rèn luyện, cống hiến của đảng viên trong đảng bộ do Tỉnh ủy (và tương đương) trao tặng.